# Romet Karat

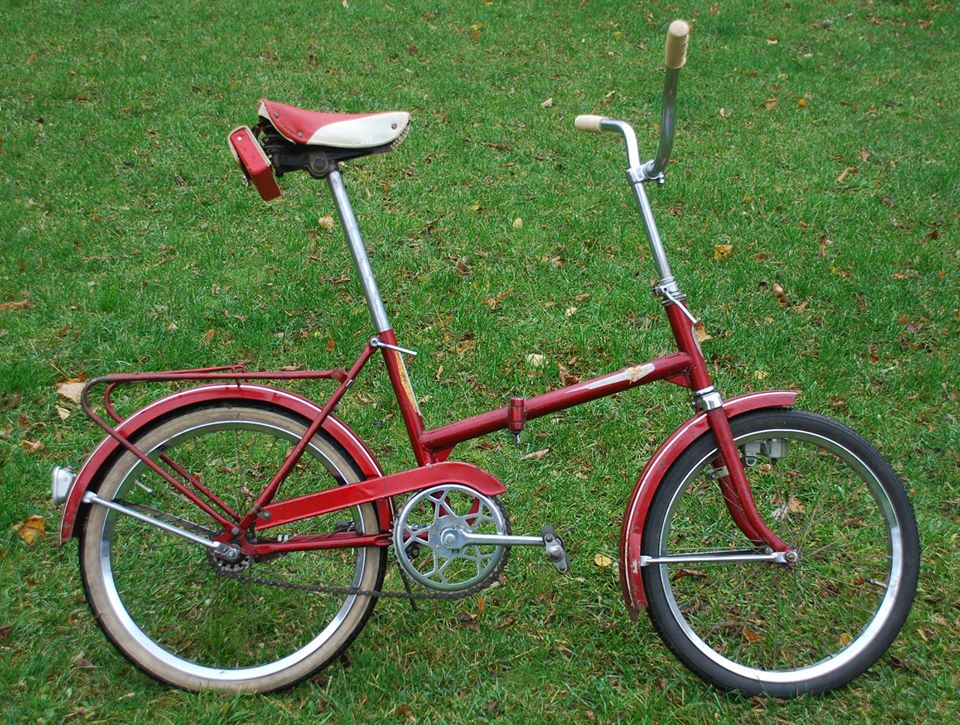

Romet Karat – mały rower składany na kołach 20" produkowany od drugiej połowy lat 60. do lat 70. XX wieku w bydgoskich zakładach ZZR (od 1971 "Romet"). ZZR/Romet Karat był pierwszym polskim rowerem składanym. Uboższą, nieskładaną wersją Karata był Kos.
Romet Karat posiadał możliwość złożenia na pół dzięki zawiasowi umieszczonemu na rurze ramowej. Po złożeniu rower stawał się łatwiejszy w transporcie.
W początkowym okresie (1965/66) „Składak” - taką miał powszechną nazwę, występował jeszcze bez nazwy „Karat”. Zdjęcie przedstawia właśnie taki jeden z pierwszych limitowanych egzemplarzy. Nazwa "Karat" na ramie pojawiła się później, w innej kolorystyce ramy (niebieski) i już z plastikowym czarnym siodełkiem. 
„Składak” był to rower młodzieżowy o bardzo wytrzymałej konstrukcji, prawie nie do zniszczenia przez młodych rowerzystów. Dzięki regulowanej wysokości siodełka i kierownicy służył małym i dużym. Gruba rama stanowiła o jego wytrzymałości. Waga bez dodatkowego osprzętu to ponad 16kg. W wyposażeni była torba do transportu i przechowywania złożonego w pół roweru.